# 4-я Гражданская улица
Четвёртая Гражда́нская у́лица (до 7 июня 1922 года — 4-я Меща́нская у́лица:141) — улица в Восточном административном округе Москвы на территории Муниципального округа (района) Богородское. Пролегает от перекрёстка с 1-й Прогонной улицей и Игральной улицей до Просторной улицы. Четвёртая Гражданская улица является продолжением безымянного дворового проезда, начинающегося у Наримановской улицы. Первоначально начиналась от Кузнецовской улицы. Нумерация домов ведётся от Игральной улицы.

## История
В начале XX века район села Богородского на северо-восточной окраине Москвы превратился в рабочий посёлок при заводе «Богатырь» (позднее переименованный в «Красный богатырь»), который выпускал изделия из резины. В поселке существовали четыре нумерованные улицы с названием Мещанская. В 1922 году произошло переименование этих улиц. Своё название 4-я Гражданская улица, как и 1-я, 2-я и 3-я Гражданские улицы, получила в знак противопоставления гражданских идеалов — мещанским:140.
Первоначально улица проходила от Иноземной улицы до Андреево-Забелинской улицы. В 1952 году к Четвёртой Гражданской улице была присоединена Досчатая улица (она же Дощатая, проходившая от Андреево-Забелинской до Глебовской улицы и ранее носившая название Покровской улицы, по домовладельцу начала XX века Николаю Александровичу Покровскому, а затем в 1922—1925 годах — Веселовской улицы, по имени домовладельца Сергея Александровича Веселовского):141:117.
В настоящее время вся территория 4-й Гражданской улицы и часть Досчатой улицы полностью застроены:117.

## Расположение
Четвёртая Гражданская улица пролегает от перекрёстка с 1-й Прогонной улицей и Игральной улицей до Просторной улицы.
 Четвёртая Гражданская улица является продолжением безымянного дворового проезда, начинающегося от Наримановской улицы.
- От Четвёртой Гражданской улицы влево отходят:
  - Игральная улица
  - Глебовская улица
  - Бойцовая улица
- От Четвёртой Гражданской улицы вправо отходит:
  - 1-я Прогонная улица
  - Алымов переулок.

Четвёртая Гражданская улица проходит параллельно:
- Глебовскому переулку
- Бульвару Маршала Рокоссовского
- 3-й Гражданской улице
- 2-й Гражданской улице

## Примечательные места, здания и сооружения

### Здания
Всего зданий: 37; наибольший номер дома — 43ка.

| - 21 - 25 - 30/2 - 32 - 33/1 - 33/1с3 - 33/1с5 - 33/1с6 - 33/1с7 - 33/1с8 - 33/1с9 - 34к1 - 34к2 | - 34к3 - 34к4с1 - 35 - 36 - 37к1 - 37к2 - 39к1 - 39к2 - 39к3 - 39к4 - 39к5 - 39к6 - 39к7 | - 41 - 41ас4 - 43к1 - 43к2 - 43к3 - 43к4 - 43к5 - 43к6 - 43к7 - 43к8 - 43ка |

## Транспорт

### Наземный транспорт
Остановки транспорта
От станции метро «Преображенская площадь»:
- Остановка «Детская улица»:

Автобус: № 80 (4 остановки), 86 (6 остановок).
От станции метро «Бульвар Рокоссовского»:
- Остановка «Детская улица»):

Автобус: № 86, 265 (4 остановки).

### Ближайшая станция метро
1. Станция метро «Бульвар Рокоссовского».
2. Станция метро «Преображенская площадь».